# Самолёты: Огонь и вода
«Самолёты: Ого́нь и вода́» (англ. Planes: Fire and Rescue) — американский компьютерно-анимационный комедийно-приключенческий фильм 2014 года, созданный студией Disneytoon Studios и выпущенный студией Walt Disney Pictures. Режиссёром выступил Бобс Ганнуэй, сценаристами — Ганнуэй и Джеффри М. Ховард, продюсером — Феррелл Баррон. Это продолжение мультфильма «Самолёты» и спин-офф франшизы Pixar «Тачки». Дейн Кук, Стейси Кич, Брэд Гарретт, Тери Хэтчер, Дэнни Манн и Седрик «Развлекатель» повторили свои роли с дополнениями в актёрский состав, включая Хэла Холбрука, Джули Боуэн, Эда Харриса, Реджину Кинг, Уэса Стьюди, Патрика Уорбертона и Дейла Дайя. По сюжету Дасти Полейполе назначен стать самолётом пожаротушения дикой природы после того, как он узнаёт, что коробка передач его двигателя повреждена.
Премьера мультфильма состоялась 15 июля 2014 года в театре «Эль-Капитан» в Лос-Анджелесе. Фильм получил смешанные отзывы от критиков, многие назвали его улучшением по сравнению с его предшественником, и заработал 147 миллионов долларов по всему миру при бюджете в 50 миллионов долларов.

## Сюжет
Сельскохозяйственный самолёт Дасти Полейполе после победы в кругосветной гонке продолжает выигрывать в других соревнованиях. В это время в его родных Кривых Лопастях готовятся к проведению международного Праздника кукурузы. Вернувшись домой, Дасти отправляется тренироваться вместе со Шкипером. Во время полёта на всей скорости вверх у Дасти крошится передача шестерни. В мастерской у Дотти он узнаёт, что он не сможет летать на пределе, необходимая запчасть более не выпускается, а полёт на максимальной тяге приведёт к крушению. Дотти устанавливает ему датчик разгона до 80 %. Ночью Дасти решает попробовать разогнаться до предела, но срабатывает датчик и он цепляет опору ЛЭП. С трудом сев, он врезается в заправку, которая тут же загорается. Дасти вместе со Шкипером, Дотти, Сверчком, Чухом и пожарным 01 тушат пожар при помощи водонапорной башни.
На следующий день в Кривые лопасти приезжает начальник ТМСТ (Сверчок расшифровывает ТМСТ как «теперь мы сядем в тюрьму»). Он предупреждает, что если 01 не найдёт себе помощника, Кривые Лопасти закроют. Дасти решает помочь своему городку, и поэтому он направляется в пожарную школу, чтобы получить диплом пожарного. Тем временем Дотти занимается модернизацией 01-го. По прибытии на базу спасателей, он знакомится с новыми друзьями: тяжёлым вертолётом Ветродуем, гидросамолётом Плюшкой, группой десанта под началом Динамита и многими другими. В этот же день он своими глазами видит, как пожарные тушат лесной пожар, который является обычным делом, но попадает под немилость начальника базы Винта и под облако пожаротушащей пены, выпущенного Плюшкой.
Винт начинает тренировать Дасти, предварительно приказав механику станции — автопогрузчику Мару «отодрать ему шасси» — то есть модернизировать под огнеборца (установить поплавки и отрезать баки на законцовках крыла), но тот практически не делает успехов, в частности из-за неисправного двигателя. В один из дней с Дасти связываются Кривые лопасти, и Шкипер с Чухом сообщают обнадёживающие новости — на старом складе нашлась необходимая запчасть. Почти сразу после этого на базу приезжает директор заповедника Спиннер, которого заботит лишь репутация турбазы как элитного места отдыха. Спасатели посмеиваются над ним. Он же проговаривается насчёт прошлого Винта, о котором никто не говорит вслух. Ветродуй просит Дасти подъехать к главному ангару ближе к полуночи. Там он узнаёт про прошлое Винта — он был кинозвездой и снимался в сериале про полицейских, но позднее покинул проект по неизвестным для команды причинам.
На следующий день из-за грозы, в лесу разгорается несколько пожаров, соединившихся в один. Дасти едва не остаётся на базе, но Ветродуй уговаривает начальника взять его с собой. Во время тушения пожара возникает проблема: десант попал в кольцо огня из-за перемены ветра, и Дасти, в нарушение правил, выручает их.
Вечером они посещают турбазу, на которой проходит праздник в честь её открытия. Спиннер выслуживается перед министром. Дасти помогает парочке пожилых трейлеров найти место их медового месяца. Этим местом оказался Штопорный каньон. Чуть позже, у костра, Ветродуй рассказывает тост.
Наутро Шкипер вызывает Дасти и сообщает неутешительные вести — запчасть, предназначавшаяся для ремонта Дасти, оказалась неподходящей к нему. А необходимой запчасти уже просто не существует. Почти сразу он отправляется на тушение пожара. Плюшка и Ветродуй полетели тушить первичный источник огня, а Дасти и Винт, добравшись до очага возгорания, понимают, что огонь скоро поглотит турбазу, и Винт приказывает Мару сообщить об угрозе Спиннеру. Дасти, находящийся в подавленном настроении из-за сообщения Шкипера, не слушает Винта и выливает всю жидкость за раз вместо того, чтобы вылить жидкость в два захода. Он решает набрать воду из реки, но из-за сильного ветра падает в воду. Винт пытался вытащить его из воды, но сам зацепился за дерево. Дасти попытался взлететь, и при этом чуть не упал с водопада, побоявшись дать полную тягу, но его успел подхватить подоспевший Винт. Приземлившись, Винт отчитывает Дасти за поведение и приказывает «убираться на свои гонки». В ответ на это Дасти рассказывает о поломке, не поддающейся ремонту. Они прячутся в заброшенной шахте. Винт получает тяжёлые ожоги от того, что прикрывает Дасти, а на последнего падает балка перекрытия, оцарапывая хвост. Через некоторое время они выбираются, но на взлёте Винт падает на землю. Его спасают и возвращают на базу. Оказывается, что от жары у него перебита гидросистема.
Тем временем Спиннер проводит торжественное открытие памятной таблички, которое обрывается сначала тем, что персонал турбазы обсуждает необходимость эвакуации, а затем уже тем, что огонь оказался на подступах к турбазе. Началась эвакуация гостей всеми доступными способами.
К ночи Винта отремонтировали. Мару рассказывает Дасти причину того, почему Винт ушёл из актёров и стал пожарным — во время подготовки к съёмкам очередной сцены погиб его друг и по совместительству, напарник по сериалу. Тем временем, во время эвакуации гостей турбазы, горящие деревья падают прямо на дорогу, разрушая пункт контроля и преграждают дорогу поезду, а камнепад лишает пожарного турбазы сержанта Пожарского брандспойта. Из-за этого, в нарушение инструкций (не летать в тёмное время суток) пожарные выдвинулись спасать машины. Однако возникла проблема: Мару не смог заполнить баки спасателей из-за того, что немногим ранее Спиннер открыл кран с магистрали, чтобы вода защищала только турбазу. Тем не менее, спасатели разрешают проблему с проездом. Сразу им приходит сообщение: в Штопорном каньоне в опасности оказалась парочка трейлеров, которые искали место, где они справляли медовый месяц полвека назад. Мост почти обрушился, но на помощь приходит восстановившийся Винт: зацепив крюком смотровую площадку, он выигрывает несколько минут, чтобы Дасти разогнался до предела вдоль водопада, набрал воды и спас их. Но неожиданно его двигатель выходит из строя, и Дасти, потеряв управление, на полной скорости врезается в лес, получив серьёзные повреждения.
Наутро Дасти перевозят на базу спасателей, где Мару в течение 5 дней его ремонтирует. В итоге оказывается, что Мару использовал для ремонта двигателя уникальную запчасть, что позволяет Дасти вновь разгоняться до максимума. В тот же день его приветствует новый директор заповедника, назначенный вместо Спиннера.
Дасти Полейполе получает диплом пожарного и возвращается домой. Дома машина из ТМСТ сообщает, что аэродром Кривые Лопасти не закроют. В конце фильма вся команда пожарных показывает шоу в честь праздника кукурузы. Дасти разгоняется до предела и поливает всех водой.
После титров показывается судьба Спиннера — его назначают директором заповедника «Долина смерти».

## Роли озвучивали
| Актёр                 | Роль                              |
| --------------------- | --------------------------------- |
| Дейн Кук              | Дасти Полейполе                   |
| Джули Боуэн           | Плюшка                            |
| Эд Харрис             | Рейнджер Винт                     |
| Стейси Кич            | Шкипер Райли                      |
| Тери Хэтчер           | Дотти                             |
| Седрик «Развлекатель» | Леталбокэм                        |
| Уэс Стьюди            | Ветродуй                          |
| Реджина Кинг          | Динамит                           |
| Кертис Армстронг      | Мару                              |
| Джон Ратценбергер     | Бродди                            |
| Джерри Стиллер        | Харви                             |
| Джон Майкл Хиггинс    | суперинтендант Кэд Спиннер        |
| Фред Уиллард          | Секретарь внутренних дел          |
| Кари Уолгрен          | Патч                              |
| Энн Мира              | Винни                             |
| Хэл Холбрук           | Манди                             |
| Брэд Гарретт          | Чух                               |
| Кевин Майкл Ричардсон | Райкер                            |
| Патрик Уорбертон      | Поласки                           |
| Эрик Эстрада          | Ник Лопес                         |
| Стив Ширрипа          | Стив                              |
| Барри Корбин          | Ол Джаммер, туристический автобус |
| Кэролайн Аарон        | дополнительные голоса             |
| Феррелл Баррон        | дополнительные голоса             |
| Бобс Ганнуэй          | дополнительные голоса             |
| Кейт Микуччи          | дополнительные голоса             |
| Масаса Мойо           | дополнительные голоса             |
| Брэд Пейсли           | дополнительные голоса             |
| Фред Таташор          | дополнительные голоса             |

## Производство
По словам режиссёра/со-сценариста Робертса «Бобса» Ганнауэя, «первый фильм [режиссёра Клея Холла] был гоночным фильмом. Я хотел посмотреть на другой жанр, в данном случае на боевик-катастрофу». Производство мультфильма «Самолеты: Огонь и вода» началось через шесть месяцев после начала предыдущего фильма. «Мы работаем над этим фильмом уже почти четыре года». Создатели фильма исследовали мир воздушных ударных команд и парашютистов-пожарных, работая с Калифорнийским департаментом лесного хозяйства и пожарной защиты, и отправили команду на ежегодные учебные учения Лесной службы США для парашютистов-пожарных. Ганнауэй объяснил: «Мы на самом деле подключили камеры к их шлемам и высадили их из самолёта, чтобы мы могли запечатлеть это на плёнке». Был проведён почти год исследований, прежде чем создатели фильма начали работу над сюжетом. Идея о том, что Дасти станет пожарно-спасательным самолётом, была основана на реальности. Ганнауэй заявил, что во время своих исследований они обнаружили, что в 1955 году культиваторы были одними из первых самолётов, используемых в воздушном пожаротушении, «Была группа культиваторов, которые переделывали свои самолёты, чтобы те могли сбрасывать воду». Ганнауэй также отметил, что в первом фильме «Дасти делает со своим двигателем то, что не должно быть сделано с ним — он напрягает двигатель и наносит серьёзный ущерб. Здорово, что первый фильм поднял это без намерения. Мы просто опирались на это, и результаты были замечательными». Продюсер Феррелл Баррон заявил: «Я думаю, что в какой-то момент нашей жизни мы все пережили какую-то потерю — конец эпохи, потерянная любовь, неудачная карьера. Нам всем пришлось измениться. В „Самолётах: Огонь и вода“ Дасти не может вернуться к тому, чтобы быть кукурузником, он оставил это позади. Он должен двигаться вперёд». Prana Studios осуществила работу над визуальными эффектами, анимацией и композицией.
Предпоказ фильма был проведен на Национальной медиа-конференции 2014 года, где сценарист Джеффри М. Говард и арт-директор Тоби Уилсон присоединились к актёру Уэсу Стьюди в разделе вопросов и ответов, чтобы обсудить темы коренных американцев в фильме. Они отметили, что характер Ветродуя и фольклорная история, которую он рассказывает о том, как Койот был обновлен огнём, были разработаны в консультации с доктором Полом Аподакой, экспертом по мифам и фольклору коренных американцев.

## Показ
Премьера мультфильма в США состоялась 18 июля 2014 года. Второй официальный трейлер фильма вышел 8 апреля 2014 года. Премьера фильма состоялась 15 июля 2014 года в Эль-Капитан в Лос-Анджелесе.

### Выход на видео
4 ноября 2014 года мультфильм был выпущен компанией Walt Disney Studios Home Entertainment на DVD и Blu-ray. На Blu-ray вошёл эксклюзивный шестиминутный короткометражный мультфильм «Суперфосфат-плюс» режиссёра Робертса Ганнауэя, в котором Дасти и Чаг участвуют в авиашоу, замаскированные под отсутствующие трюковые самолеты Air Devil Jones и Vandenomium. Дополнительными материалами были мокументальный фильм под названием «Welcome to Piston Peak!», телевизионное промо «CHOPs», фичуретка под названием «Air Attack: Firefighters From The Sky»; закулисный взгляд на настоящих дымовых и пожарных, а также расссказ о создании фильма с режиссёром Робертсом Ганнауэем и продюсером Ферреллом Барроном, музыкальное видео «Still I Fly» Спенсера Ли, две удаленные сцены с вступлениями режиссёра и два анимационных короткометражных фильма, представляющих Диппера и парашютистов-пожарных.
По состоянию на 30 ноября 2014 года было продано 639 436 копий DVD и 478 129 копий Blu-ray на общую сумму 20 142 246 долларов. Фильм занял 7-е место в комбинированном чарте продаж DVD и Blu-ray США.

## Отменённый триквел
На выставке D23 Expo, в июле 2017 года, Джон Лассетер объявил, что третий мультфильм из серии «Самолёты» будет исследовать будущее авиации в космическом пространстве. Дата выхода была назначена на 12 апреля 2019 года. Мультфильм был исключён из графика релизов в марте 2018 года, а позже, 28 июня, была закрыта студия Disneytoon Studios, что положило конец разработке мультфильма.